# 阿韦龙省
阿韦龙省（法語：Aveyron，法語：[avɛʁɔ̃] ⓘ; 奧克語發音：[aβajˈɾu]）是法國奧克西塔尼大區所轄的省份，得名于阿韋龍河。該省編號為12。